# Fat Wreck Chords
Fat Wreck Chords ist ein Punk-Musiklabel aus San Francisco, das von NOFX-Sänger/Bassist Mike Burkett alias Fat Mike und seiner damaligen Ehepartnerin Erin Kelly-Burkett Anfang der 1990er-Jahre gegründet wurde.

## Geschichte
Für die Label-Gründung lieh ihm sein Vater 20.000 Dollar. Fat Wreck ist, wie auch das befreundete Label Epitaph Records, vor allem für einen bestimmten Stil von Skatepunk bekannt, hat aber auch Ska-Punk- und Hardcore-Bands unter Vertrag. Lagwagon war nach NOFX die erste Band bei Fat, und mit WIZO hatte Fat auch eine deutsche Band. Zwischen 1994 und 2002 erschienen sechs Auflagen der Fat-Music-Compilation, ein Pendant zur Punk-O-Rama-Serie von Epitaph Records. Fat Wreck ist auch bekannt für die Aktion Punk Voter, die sich vor den letzten Wahlen in den USA gegen George W. Bush einsetzte und junge Punkmusikhörer in Amerika zum Wählen überreden sollte. Dazu erschien 2004 auch die Rock-Against-Bush-Serie.
Ein bedeutender Unterschied zu anderen Labels ist, dass Fat Wreck mit seinen Bands grundsätzlich nur Verträge über jeweils ein einziges Album abschließt. So ist zum einen die Band nicht weiter an das Label gebunden, wenn sie erfolgreicher wird (z. B. Rise Against nach zwei Alben bei Fat Wreck) zum anderen ist das Label bei schlechten Verkaufszahlen eines Albums nicht gezwungen, ein weiteres zu veröffentlichen. Bei vielen anderen Labels sind Verträge über drei Alben typisch, die gelegentlich mit Live- oder B-Seiten-Alben komplettiert werden. Diese Vertragspolitik ist mitunter äußerst unkonventionell – Strung Out bekamen ihren Vertrag mit dem Label, weil zwei Mitglieder Fat Mike beim Renovieren halfen; Get Dead ihren, weil sie Fat Mike unter Drogen setzten – sorgt allerdings dennoch für eine enge Bindung vieler Bands zum Label. Einige Bands der ersten Stunde (Lagwagon, Good Riddance, Strung Out, bis zu ihrer Auflösung No Use For A Name) veröffentlichen auch 30 Jahre später ihre Studioalben über das Label.
Bis September 2007 hatte das Label ein europäisches Büro in Berlin-Kreuzberg.

## Unterlabels
Eine Zeit lang, Ende der 1990er- bis Anfang der 2000er-Jahre, brachte Fat Wreck einige Veröffentlichungen auf den Sub-Labels Honest Don’s und Pink and Black Records heraus. Ersteres war dabei überwiegend auf Pop-Punk wie Nerf Herder und Bad Astronaut spezialisiert, während auf letzterem Bands mit überwiegend weiblichen Mitgliedern veröffentlicht wurden. Inzwischen sind die Websites beider Sublabels nicht mehr aktiv und die Platten der bisherigen Bands werden nun direkt über Fat Wreck oder von anderen Labels veröffentlicht. 2023 gründete Fat Wreck mit „Bottles to the Ground“ erneut ein Unterlabel.

## Bands bei Fat Wreck Chords
Die folgenden Bands haben bisher Alben und/oder EPs bei Fat Wreck veröffentlicht:
- 88 Fingers Louie
- Against Me!
- Anti-Flag
- Avail
- American Steel
- Bad Cop/Bad Cop
- Bracket
- Clowns
- Consumed
- Days N' Daze
- Dead to Me
- Descendents
- Dillinger Four
- Ellwood
- Face to Face
- Frenzal Rhomb
- Get Dead
- Goober Patrol
- Good Riddance
- Guns n' Wankers
- Hi-Standard
- Lagwagon
- Leftöver Crack
- Less Than Jake
- Love Equals Death
- Mad Caddies
- Masked Intruder
- Me First and the Gimme Gimmes
- MxPx
- NOFX
- None More Black
- No Use for a Name
- Only Crime
- Old Man Markley
- Pears
- Pour Habit
- Propagandhi
- Rise Against
- Screeching Weasel
- Screw 32
- Sick of It All
- Smoke or Fire
- Snuff
- Star Fucking Hipsters
- Strike Anywhere
- Strung Out
- Subhumans
- Swingin’ Utters
- Teenage Bottlerocket
- The Dickies
- The Epoxies
- The Flatliners
- The Lawrence Arms
- The Loved Ones
- The Sainte Catherines
- The Soviettes
- Tilt
- True Confession
- Useless ID
- Western Addiction
- WIZO
- Zero Down